# Зобинское сельское поселение
Зобинское се́льское поселе́ние — упразднённое муниципальное образование в составе Бежецкого района Тверской области, существовавшее в 2005 — 2023 годах.
Административный центр поселения — деревня Зобы.

## Географические данные
- Общая площадь: 63,3 км²
- Нахождение: центральная часть Бежецкого района, к югу от города Бежецка.
  - Граничит:
    - на севере — с городским поселением город Бежецк и Городищенским СП,
    - на юго-востоке — с Сукроменским СП,
    - на юго-западе — с Васюковским СП,
    - на северо-западе — с Филиппковским СП.

Главные реки — Молога (по западной границе) и её приток Остречина (на востоке).
По территории поселения проходит автодорога «Бежецк—Кесова Гора—Кашин».

## История
Образовано в 2005 году, включило в себя территорию Зобинского сельского округа.
Законом Тверской области от 13 апреля 2023 года № 15-ЗО муниципальное образование было упразднено с включением всех населённых пунктов в состав Бежецкого муниципального округа.

## Население
| 2005 | 2008 | 2010 | 2011 | 2012 | 2013 | 2014 |
| ---- | ---- | ---- | ---- | ---- | ---- | ---- |
| 780  | ↗805 | ↘737 | ↘732 | ↘718 | ↘713 | ↘710 |
| 2015 | 2016 | 2017 | 2018 | 2019 | 2020 | 2021 |
| ↘686 | ↘673 | ↘656 | ↗660 | ↘649 | ↘645 | ↘556 |

## Состав сельского поселения
В состав сельского поселения входят 20 населённых пунктов:
| №  | Населённый пункт  | Тип     | Население |
| -- | ----------------- | ------- | --------- |
| 1  | Анискино          | деревня | ↘0        |
| 2  | Аркадьево         | деревня | ↘0        |
| 3  | Большое Баранково | деревня | ↘13       |
| 4  | Борки             | деревня | ↘17       |
| 5  | Воробьёво         | деревня | ↘30       |
| 6  | Ворылёво          | деревня | ↘0        |
| 7  | Горлово           | деревня | ↗29       |
| 8  | Елизарово         | деревня | ↘78       |
| 9  | Заручье           | деревня | →8        |
| 10 | Зобы              | деревня | ↗404      |
| 11 | Ломы              | деревня | ↘1        |
| 12 | Лопуськово        | деревня | ↗11       |
| 13 | Любодицы          | село    | ↘51       |
| 14 | Малое Баранково   | деревня | ↘20       |
| 15 | Пирожково         | деревня | ↘12       |
| 16 | Рекшино           | деревня | →0        |
| 17 | Семирадово        | деревня | ↘0        |
| 18 | Семково           | деревня | →11       |
| 19 | Сидорово          | деревня | ↗13       |
| 20 | Федорино          | деревня | ↘38       |

### Бывшие населенные пункты
На территории поселения исчезли деревни: Глинеево, Никиткино, Новиково, Шарунья и другие.

## История
В конце XIX — начале XX века деревни поселения относились к Княжевской и Сукроменской волостям Бежецкого уезда Тверской губернии.